# جون سينج تانغ
جون سينج تانغ (بالإنجليزية: John Sing Tang)‏ هو مهندس معماري أمريكي، ولد في 26 مارس 1945، وتوفي في 13 أغسطس 2012.